# Margarete Klose
Margarete Klose (ur. 6 sierpnia 1902 w Berlinie, zm. 14 grudnia 1968 tamże) – niemiecka śpiewaczka operowa, mezzosopran.

## Życiorys
Ukończyła studia w Klindworth-Scharwenka-Konservatorium w Berlinie. Na scenie operowej debiutowała w 1927 roku w Ulm. Występowała w Kassel (1928–1929) i Mannheimie (1929–1931). Od 1931 do 1949 i ponownie od 1955 do 1961 roku była solistką berlińskiej Staatsoper. W latach 1936–1942 występowała na festiwalu w Bayreuth. W 1935 i 1937 roku śpiewała w Covent Garden Theatre w Londynie. Od 1949 do 1958 roku była solistką Städtische Oper w Berlinie Zachodnim. Po II wojnie światowej występowała gościnnie w Wiedniu, Salzburgu, a także w Ameryce Północnej i Południowej. W 1961 roku wycofała się ze sceny, od 1964 roku uczyła śpiewu na letnich kursach w Mozarteum w Salzburgu.
Ceniona była przede wszystkim jako odtwórczyni ról w operach Richarda Wagnera i Giuseppe Verdiego.